# Michael Gordon (Filmregisseur)
Michael Gordon, geboren als Irving Kunin Gordon (* 6. September 1909 in Baltimore, Maryland; † 29. April 1993 in Los Angeles, Kalifornien), war ein US-amerikanischer Filmregisseur, Theater- und Filmschauspieler.

## Leben
Michael Gordon besuchte die Johns Hopkins University und die Yale University. Er war Mitglied des Group Theatre und kam 1940 zu Columbia Pictures, wo er 1942 seinen ersten Film als Regisseur drehte. Mitte der 1940er Jahre kehrte er vorübergehend ans Theater zurück, bevor er sich wieder dem Film zuwandte. Seine Filmkarriere wurde 1951 vorübergehend beendet, da er sich weigerte, mit dem House Committee on Un-American Activities (HUAC) zu kooperieren und auf die so genannte Schwarze Liste gesetzt wurde. Trotz verschiedener Theaterengagements geriet er unter finanziellen Druck und entschied sich, 1958 in nicht öffentlicher Sitzung die Namen ehemaliger linker Weggefährten zu nennen. Nach seiner Rückkehr zum Film drehte Gordon nur noch Lustspiele und hatte mit einigen Streifen mit Doris Day kommerziellen Erfolg. Ab 1971 unterrichtete an der University of California Theaterdramaturgie. Er starb im Century City Hospital in Los Angeles.
Der Dichter Edwin Rolfe widmete Gordon sein 1951 publiziertes Gedicht Postscript to a War.
Er ist der Großvater mütterlicherseits des US-amerikanischen Schauspielers und Filmregisseurs Joseph Gordon-Levitt.

## Filmografie
- 1947: Das Netz (The Web)
- 1948: Aus dem Dunkel des Waldes (Another Part of the Forest)
- 1949: Spielfieber (The Lady Gambles)
- 1950: Dein Leben in meiner Hand (Woman in Hiding)
- 1950: Der letzte Musketier (Cyrano de Bergerac)
- 1951: Vergeltung am Teufelssee (The Secret of Convict Lake)
- 1959: Bettgeflüster (Pillow Talk)
- 1960: Das Geheimnis der Dame in Schwarz (Portrait in Black)
- 1961: Sexy! (Boys’ Night Out)
- 1962: Der Fuchs geht in die Falle (For Love or Money)
- 1963: Eine zuviel im Bett (Move Over Darling)
- 1964: Ein Appartement für drei (A Very Special Favor)
- 1966: Zwei tolle Kerle in Texas (Texas Across the River)
- 1968: Alles was verboten ist (The Impossible Years)